# جوناثان فانيا
جوناثان رافاييل فانيا فرياس (Jonathan Rafael Faña Frías) لاعب كرة قدم معتزل من دومينيكاني من مواليد 11 أبريل 1987 ولعب في مركز الهجوم.
مثّل منتخب جمهورية الدومينيكان لكرة القدم من 2006 إلى 2022 ويعتبر هدافها التاريخي برصيد 24 هدفاً من 45 مباراة.

## وصلات خارجية
- جوناثان فانيا على موقع الاتحاد الدولي (مؤرشف)  (الإنجليزية)
- جوناثان فانيا على موقع قاعدة بيانات كرة القدم.إي يو (الإنجليزية)
- جوناثان فانيا على موقع ناشيونال فوتبول تيمز (الإنجليزية)
- جوناثان فانيا على موقع Soccerway.com (الإنجليزية)
- جوناثان فانيا على موقع عالم كرة القدم.نت (الإنجليزية)